# Sphagnum longistolo
Sphagnum longistolo är en bladmossart som beskrevs av C. Müller in Warnstorf 1897. Sphagnum longistolo ingår i släktet vitmossor, och familjen Sphagnaceae. Inga underarter finns listade i Catalogue of Life.